# Paul Pilgrim
Paul Henry Pilgrim (Nova York, 26 de outubro de 1883 - White Plains, 7 de janeiro de 1958) foi um atleta e campeão olímpico norte-americano.
Pilgrim participou dos Jogos de St. Louis 1904, onde conquistou a medalha de ouro junto com os compatriotas Howard Valentine, Arthur Newton, George Underwood e David Munson, que, representando os Estados Unidos, venceram a prova das 4 milhas em equipe.
Dois anos depois, ele foi de última hora aos Jogos Intercalados não-oficiais de Atenas 1906, viajando sozinho e pagando suas próprias despesas, pois a equipe já tinha partido. Em Atenas, ele conquistou duas medalhas de ouro, nos 400 m e nos 800 m - uma conquista dupla que só seria igualada pelo cubano Alberto Juantorena em Montreal 1976. Depois destas duas vitórias não-consideradas oficialmente pelo COI, ele nunca mais conseguiu outro título em grandes eventos esportivos. Em Londres 1908, competiu nos 400 m mas não conseguiu chegar às finais.
Depois de encerrar a carreira, Pilgrim dedicou-se por quase 40 anos à função de técnico e diretor de atletismo no New York Athletics Club, onde hoje uma de suas medalhas está em exposição.